# Manorama (Schauspielerin, 1937)

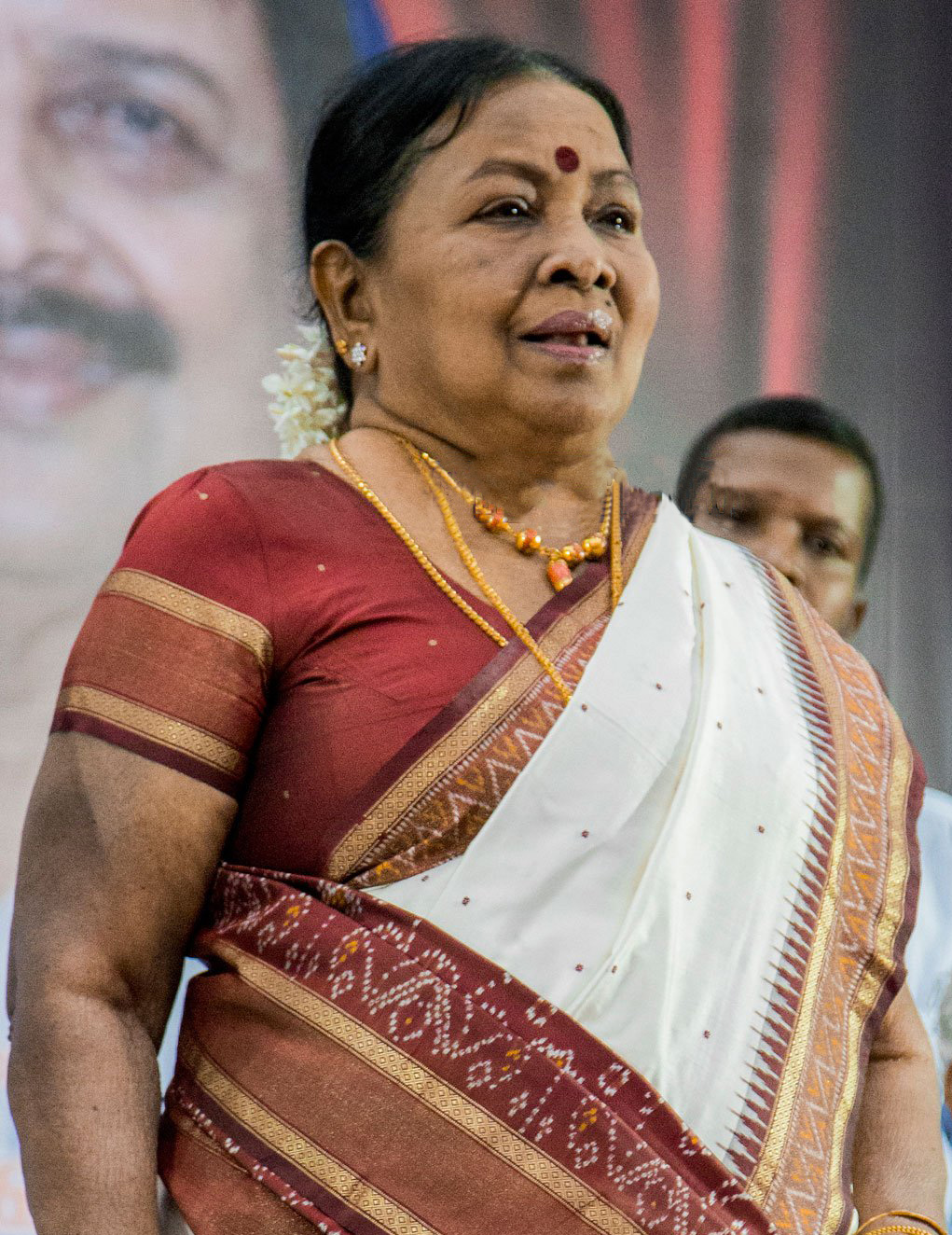
Manorama

Manorama (bürgerlicher Name Gopichanda; Tamil மனோரமா IAST Maṉōramā; * 26. Mai 1937 in Mannargudi, Madras; † 10. Oktober 2015 in Chennai, Tamil Nadu) war eine indische Schauspielerin des tamilischen Films und Theaters.

## Leben
Die im heutigen Distrikt Tiruvarur geborene und von ihren Fans „Aachi“ genannte Schauspielerin wuchs in Sivaganga in der Region Chettinad auf. Sie begann ihre Karriere in einer regionalen Theatergruppe als Playbacksängerin und Darstellerin und erhielt dort ihren Bühnennamen „Manorama“. Bei einer Aufführung wurde sie von dem Filmschauspieler S. S. Rajendran entdeckt. 1958 hatte Manorama ihr Filmdebüt in Malai Itta Mangai in einer komischen Rolle. Als Komödiantin prägte sie das tamilische Unterhaltungskino seit den 1960er Jahren, häufig zusammen mit den Ko-Komikern Nagesh, Chandrababu und Thangavelu.
Unter der Regie von A. P. Nagarajan spielte sie in Thillana Mohanambal (1968) neben Sivaji Ganesan und Padmini in einer ernsthaften, tragenden Rolle, was ihr Spektrum über das komische Fach hinaus nachhaltig erweiterte. Ihren einzigen Auftritt in einem Hindi-Film hatte sie 1974 in Kunwara Baap, gelegentlich trat sie in Telugu-Filmen auf.
Für ihre Arbeit in dem Film Pudhiya Pathai (1989) wurde sie mit einem National Film Award als beste Nebendarstellerin ausgezeichnet. Im Jahr 2002 ehrte sie der indische Präsident mit dem Staatsorden Padma Shri.

## Filmografie (Auswahl)
- 1958: Malai Itta Mangai
- 1963: Nenjil Ore Alayam
- 1963: Raktha Tilakam
- 1965: Enga Veetu Penn
- 1967: Kandan Karunai
- 1967: Thanga Thambi
- 1967: Thaikku Thalaimagan
- 1968: Kanavan
- 1968: Thillana Mohanambal
- 1969: Vaa Raja Vaa
- 1970: Engal Thangam
- 1971: Vidyarthikale Ithile Ithile
- 1972: Gnana Oli
- 1974: Avalum Penn Thaane
- 1974: Kunwara Baap
- 1976: Bhadrakali
- 1978: Oru Veedu Oru Ulagam
- 1979: Puthiya Varpugal
- 1986: Samsaram Athu Minsaram
- 1988: Idu Namma Alu
- 1989: Apoova Sahodarargal
- 1989: Pudhiya Pathai
- 1991: Chinna Gounder
- 1991: Chinna Thambi
- 1995: Naan Petha Magane
- 1995: Nattupura Pattu